# Cymbidium aliciae
Cymbidium aliciae је врста орхидеја из рода Cymbidium и породице Orchidaceae која се налази на Филипинима. Нису наведене подврсте у Catalogue of Life.